# Comté de Brazos
Le comté de Brazos (en anglais : Brazos County, [ˈbɹæzəs ˈkaʊnti]) est un comté, situé au centre-est de l'État du Texas aux États-Unis. Fondé le 30 janvier 1841, son siège de comté est la ville de Bryan. Selon le recensement des États-Unis de 2020, sa population était de 233 849 habitants. Sa superficie est de 1 531 km2. Le comté est baptisé en référence au fleuve Brazos, qui le borde à l'ouest.

## Organisation du comté
Le comté est fondé par la république du Texas, le 30 janvier 1841, en tant que comté de Navasoto. Il est créé à partir des terres des comtés de Robertson et de Washington. Il est rebaptisé, sous son nom actuel, le 28 janvier 1842. Il est définitivement organisé et autonome, le 6 février 1843. Le 29 décembre 1845, le comté est intégré à l’État du Texas, nouvellement créé.
Le comté est baptisé en référence au fleuve Brazos, qui le borde à l'ouest et délimite la frontière avec les comtés adjacents.

## Géographie

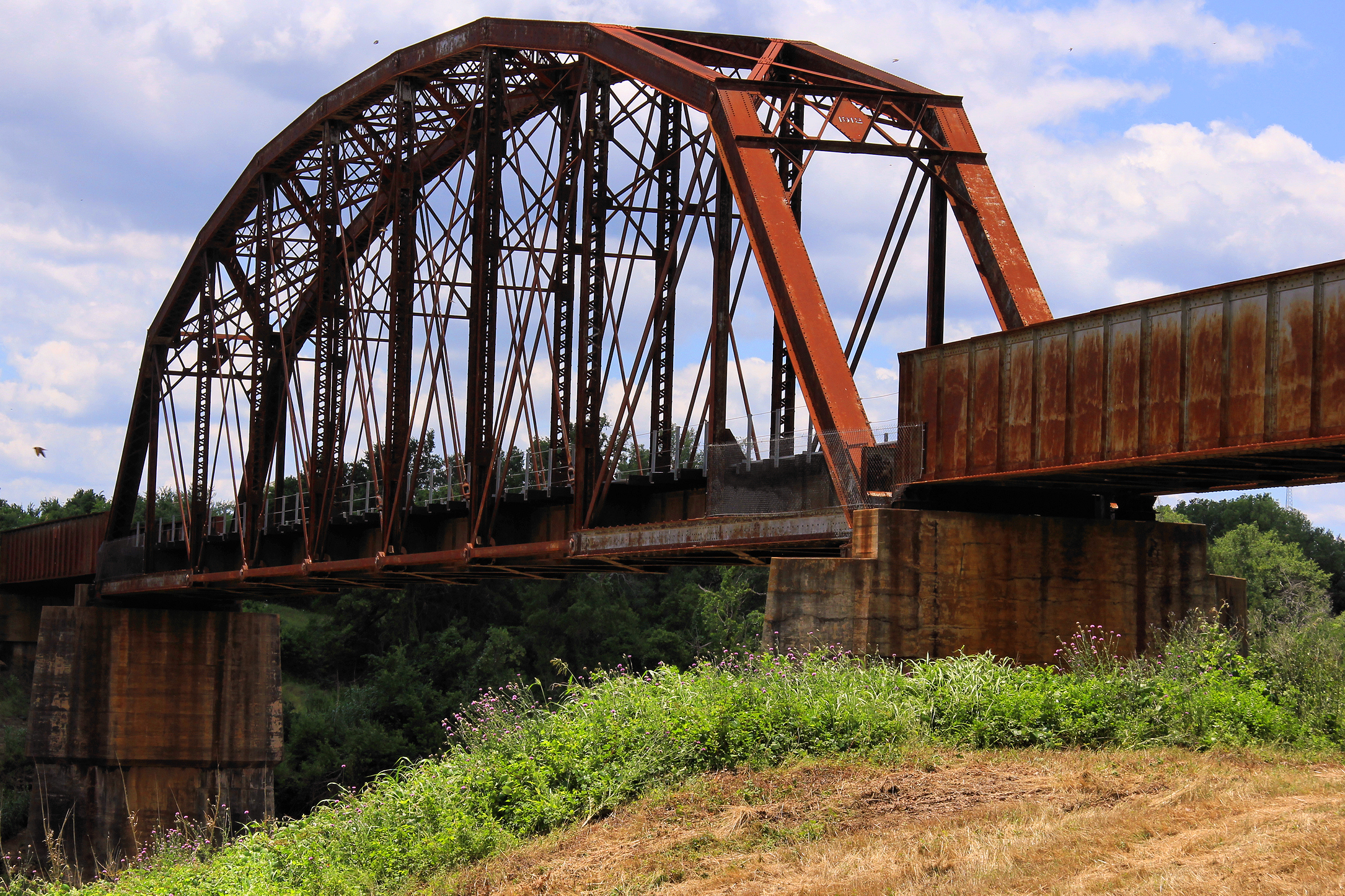
Pont du chemin de fer sur le fleuve Brazos entre les comtés voisins de Robertson et de Burleson.

Le comté de Brazos se situe au centre-est de l'État du Texas, aux États-Unis,, entre le fleuve Brazos, à l'ouest et la rivière Navasota, à l'est.
Il a une superficie totale de 1 531,29 km2, composée de 1 516,29 km2 de terres et de 15 km2 de zones aquatiques.
L'altitude varie de 61 m à 107 m.

## Comtés adjacents
| Comté de Robertson (Texas) |                     | Comté de Madison |
|                            | comté de Brazos     | Comté de Grimes  |
| Comté de Burleson          | Comté de Washington |                  |

## Démographie
Lors du recensement de 2010, le comté comptait une population de 222 830 habitants. Elle est estimée, en 2017, à 222 830 habitants,.

| Groupes           | Comté de Brazos | Texas | États-Unis |
| ----------------- | --------------- | ----- | ---------- |
| Blancs            | 73,3            | 70,4  | 72,4       |
| Afro-Américains   | 11,0            | 11,9  | 12,6       |
| Autres            | 7,8             | 10,6  | 6,4        |
| Asiatiques        | 5,2             | 3,8   | 4,8        |
| Métis             | 2,3             | 2,5   | 2,7        |
| Amérindiens       | 0,4             | 0,7   | 0,9        |
| Total             | 100             | 100   | 100        |
|                   |                 |       |            |
| Latino-Américains | 23,3            | 37,6  | 16,7       |